# Noordwest-Saksisch voetbalkampioenschap 1917/18
In 1917/18 werd het zeventiende voetbalkampioenschap van Noordwest-Saksen gespeeld, dat georganiseerd werd door de Midden-Duitse voetbalbond. Leipziger BC en Olympia Leipzig fusioneerden voor één seizoen omdat ze niet genoeg spelers hadden om een volwaardig team op te stellen in het laatste jaar dat de Eerste Wereldoorlog woedde.
VfB Leipzig werd kampioen en plaatste zich voor de Midden-Duitse eindronde. De club versloeg SV 1902 Cöthen en Dresdner SG 1893 alvorens in de finale met 2-0 te winnen van Hallescher FC 1896. 
Door de perikelen in de oorlog werd er geen verdere eindronde om de Duitse landstitel meer gespeeld.  

## 1. Klasse
| Plaats | Club                             | Wed. | W  | G | V | Saldo | Ptn.  |
| ------ | -------------------------------- | ---- | -- | - | - | ----- | ----- |
| 1.     | VfB Leipzig                      | 12   | 11 | 0 | 1 | 31:05 | 22:02 |
| 2.     | FC Eintracht Leipzig             | 12   | 10 | 0 | 2 | 29:09 | 20:04 |
| 3.     | FC Fortuna 02 Leipzig            | 12   | 7  | 1 | 4 | 14:14 | 15:09 |
| 4.     | KSG Leipziger BC/Olympia Leipzig | 12   | 4  | 2 | 6 | 12:21 | 10:14 |
| 5.     | FC Wacker 1895 Leipzig           | 12   | 3  | 1 | 8 | 07:32 | 07:17 |
| 6.     | SpVgg 1899 Leipzig-Lindenauf     | 12   | 2  | 1 | 9 | 14:11 | 05:19 |
| 7.     | FC Sportfreunde Leipzig          | 12   | 2  | 1 | 9 | 09:24 | 05:19 |

SpVgg Leipzig-Lindenau werd tijdelijk uitgesloten, de wedstrijden die in deze tijd gespeeld werden telden als een overwinning van de tegenstander.
|  | Kampioen, geplaatst voor Midden-Duitse eindronde |

## 2. Klasse
Niet alle resultaten zijn volledig. Er was geen promotie mogelijk. 

### Groep A
| Plaats | Club                    | Wed. | Saldo | Ptn. |
| ------ | ----------------------- | ---- | ----- | ---- |
| 1.     | FC Fortuna Leipzig II   | 10   |       | 18:2 |
| 2.     | FC Wacker Leipzig II    | 10   |       | 16:4 |
| 3.     | VfB Leipzig II          | 10   |       | 7:13 |
| 4.     | Sportfreunde Leipzig II | 10   |       | 6:14 |
| 5.     | SV II                   | 10   |       | 5:15 |
| 6.     | SpVgg 1899 Leipzig II   | 10   |       | 4:16 |

|  | Groepswinnaar |

### Groep B
| Plaats | Club                  | Wed. | Saldo | Ptn. |
| ------ | --------------------- | ---- | ----- | ---- |
| 1.     | VfR 02 Leipzig        | 8    | 23:6  | 15:1 |
| 2.     | BC Arminia 03 Leipzig | 8    | 17:9  | 9:7  |
| 3.     | VfB Zwenkau           | 8    | 18:22 | 8:8  |
| 4.     | SV Viktoria Leutzsch  | 8    | 10:18 | 4:12 |
| 5.     | FC Tapfer 06 Leipzig  | 8    | 11:24 | 1:15 |

### Groep C
| Plaats | Club                      | Wed. | Saldo | Ptn. |
| ------ | ------------------------- | ---- | ----- | ---- |
| 1.     | FC Lipsia 93 Leipzig      | 10   | 13:8  | 17:3 |
| 2.     | Saxonia Böhlitz-Ehrenberg | 10   | 13:10 | 15:5 |
| 3.     | FC Viktoria 03 Leipzig    | 10   | 31:6  | 12:8 |
| 4.     | SV Sachsen Gautzsch       | 10   | 4:13  | 8:12 |
| 5.     | BC Olympia 07 Schleußig   | 10   | 2:?   | 6:14 |
| 6.     | SV Corso 02 Leipzig       | 10   | 3:34  | 4:16 |

|  | Groepswinnaar |